# 金山峡谷
金山峡谷（かなやまきょうこく）は、岐阜県下呂市金山町にある峡谷である。特に横谷峡（よこたにきょう）として知られている。横谷峡には4つの滝（白滝、二見滝、紅葉滝、鶏鳴滝）があり、岐阜県の指定名勝。